# Ратген, Карл
Карл Теодор Ратген (нем. Karl Rathgen; 6 декабря 1856, Веймар — 6 ноября 1921, Гамбург) — немецкий экономист, педагог, профессор, доктор философии, первый ректор Гамбургского университета.

## Биография
Образование получил в университетах Страсбурга, Галле, Лейпцига и Берлина.
В 1882 году получил степень доктора философии, защитив диссертацию на тему «Создание рынков в Германии» в университете Страсбурга.
В 1882—1890 годах преподавал публичное право, статистику и административно-управленческие науки в Императорском Токийском университете, работал советником японского министерства сельского хозяйства и торговли.
В 1892 году Ратген получил степень бакалавра в Берлинском университете, затем в 1895 году был назначен экстраординарным профессором Марбургского университета. С 1900 по 1903 год временно руководил кафедрой в Гейдельбергском университете. В 1907 году стал профессором недавно созданного Колониального института в Гамбурге.
В 1913—1914 годах читал лекции в Колумбийском университете в Нью-Йорке.
После его преобразования в Гамбургский университет в 1919 году занял кафедру экономики, колониальной политики и государственных финансов, стал его первым ректором.
Похоронен на Ольсдорфском кладбище в Гамбурге.

## Избранные сочинения
Автор трудов в области мировой экономики, государственных финансов, в частности Японии.
- Japans Volkswirtschaft und Staatshaushalt. Leipzig: Duncker & Humblot 1891
- Die Japaner und ihre wirtschaftliche Entwicklung. Leipzig: Teubner 1905.
- Staat und Kultur der Japaner. Bielefeld, Leipzig: Velhagen & Klasing 1907.
- Die Japaner in der Weltwirtschaft. Leipzig: Teubner 1911.